# Estación de Benimaclet
Benimaclet es una estación intercambiador de las líneas 3, 4, 6 y 9 de Metrovalencia. La parte en superficie, que corresponde a las líneas de tranvía, fue inaugurada el 21 de mayo de 1994; mientras que la parte subterránea, correspondiente a las líneas de metro, lo fue el 5 de mayo de 1995. Se encuentra en la calle Emilio Baró con la calle Doctor Vicent Zaragozá, en el barrio de Benimaclet.
Antiguamente existió una estación en Benimaclet de la línea Pont de Fusta - Grao que fue cerrada en 1990 debido a su estado ruinoso.